# 아르튀르 마쉬아퀴
푸카아르튀르 마쉬아퀴 카웰라(프랑스어: Fuka-Arthur Masuaku Kawela, 1993년 11월 7일 ~ )는 콩고 민주 공화국의 축구 선수로, 포지션은 레프트백이며 현재 잉글랜드의 선덜랜드에서 뛰고 있다. 프랑스 출신으로 콩고 민주 공화국 국가대표팀에서 뛰고 있다.
마쉬아퀴는 발랑시엔에서 시니어 경력을 시작했으며 올림피아코스에서도 선수 생활을 했다. 그는 2017년 콩고 민주 공화국로 충성을 바꾸기 전에 청소년 수준에서 프랑스를 대표했다.

## 어린 시절
마쉬아퀴는 프랑스 릴에서 콩고 민주 공화국 출신 부모님 밑에서 태어났다. 그는 2006년 4월 20일, 어머니의 귀화로 인해 프랑스 국적을 취득했다.

## 구단 경력

### 발랑시엔
마쉬아퀴는 발랑시엔의 유소년팀을 거쳤다. 그는 2013년 8월 10일, 툴루즈와의 2013-14년 시즌 개막전 경기에서 데뷔하였다. 그는 75분 통고 둠비아와의 교체로 그라운드에 첫 발을 내디뎠다. 2014년 1월 29일, 1-2로 패한 마르세유 원정 경기에서 그는 발랑시엔 1호골을 기록하였다.

### 올림피아코스
2014년 7월, 마쉬아퀴는 올림피아코스와 계약하였다. 그는 니키 볼로스와의 경기에서 수페르리가 엘라다 데뷔 전을 치렀고, 그는 3-0으로 이긴 OFI와의 3번째 경기에서 경기에서 골을 두 차례 도왔다. 사흘 후, 그는 아틀레티코 마드리드를 상대로 UEFA 챔피언스리그 데뷔 전을 치러 첫 골을 넣었고, 이 홈경기에서 3-2 승리를 낚았다.
2015년 4월과 5월, 로마, 인테르나치오날레 그리고 유벤투스의 관심이 보도되었다. 그러나 그의 에이전트인 로저 헤노타이는 마쉬아퀴의 재계약이 유효하다고 말했다. 7월, 제노아 출신의 전 올림피아코스 미드필더 요아니스 페트파치디스를 포함한 마쉬아퀴에 대한 4백만 유로의 제안은 클럽에 의해 거절되었다.

### 웨스트햄 유나이티드

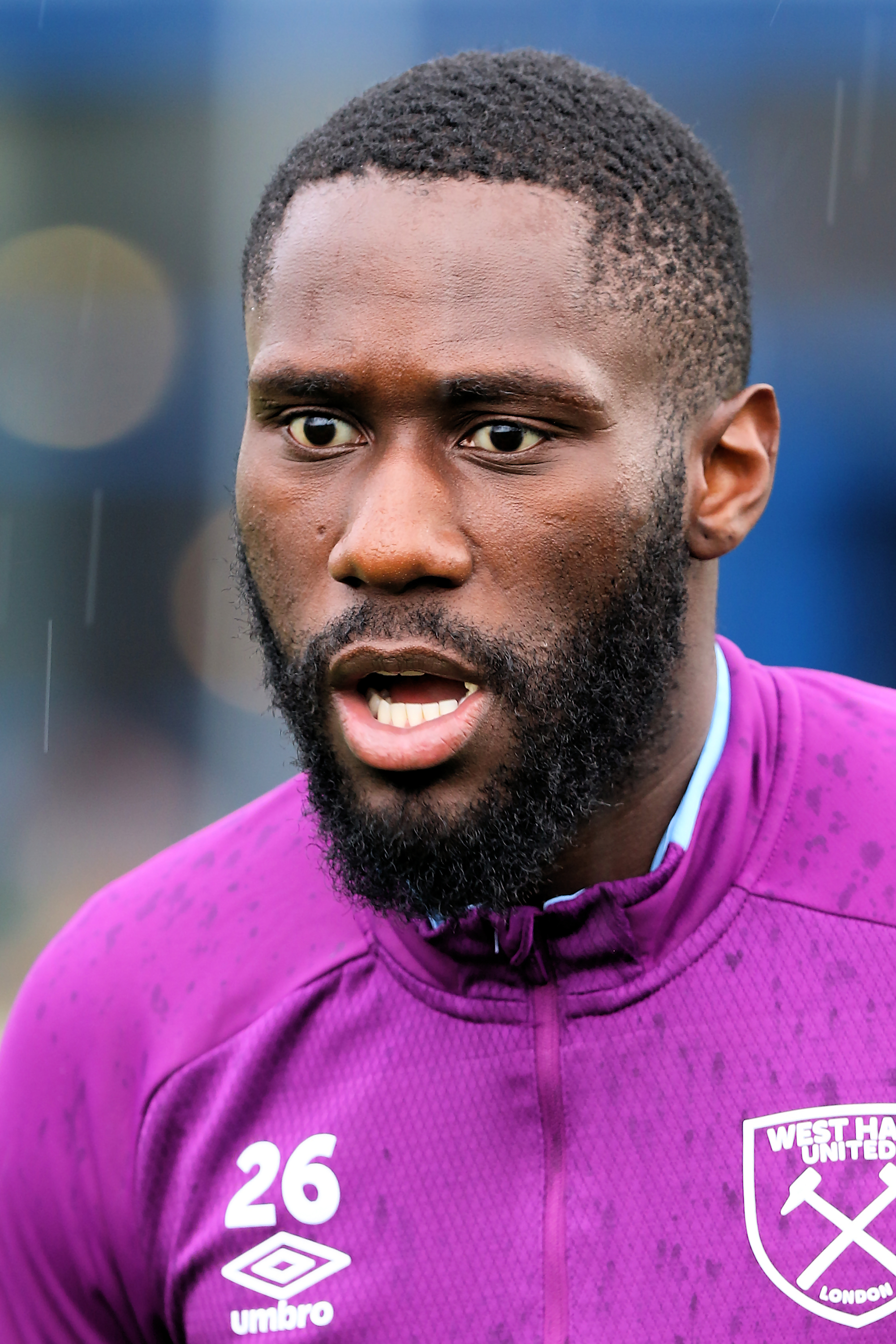
2019년 경기 전 준비운동을 하는 마쉬아퀴

2016년 8월 8일, 마쉬아퀴는 620만 파운드의 이적료로 웨스트햄 유나이티드에 4년 계약을 체결했다. 그는 2016년 8월 15일, 첼시와의 원정 경기에서 2-1로 패한 웨스트햄 데뷔 전을 치렀다. 마쉬아퀴는 리그의 속도와 체력 때문에 프리미어리그 데뷔가 매우 힘들었다고 인정했다. 그는 2017년 9월 19일, 볼턴 원더러스와의 EFL컵 경기에서 웨스트햄 소속으로 첫 골을 넣었다.
2018년 1월 27일, 위건 애슬레틱과의 FA컵 4라운드 경기에서 마쉬아퀴는 도전장을 던진 후 위건의 닉 파월에게 침을 뱉었다는 이유로 퇴장당했다. 이는 마쉬아퀴의 커리어에서 첫 퇴장이었다. 마쉬아퀴는 이 사건이 "전적으로 용납할 수 없으며 성격에 맞지 않는다"며 퇴장에 대해 사과했다. 그는 이 위반으로 6경기 출전 금지 징계를 받았다.
2019년 7월, 웨스트햄에서 75경기에 출전한 마쉬아퀴는 2024년까지 연장 계약을 체결하고 2년 더 계약을 연장할 수 있는 옵션을 제시했다.
2021년 12월 4일, 마쉬아퀴는 UEFA 챔피언스리그 우승팀 첼시를 상대로 3-2 승리를 거두며 결승골을 넣었다. 이 골은 첼시 골키퍼 에두아르 멘디의 골대 근처에서 빗나간 크로스로 그의 유일한 프리미어리그 득점이었다.

### 베식타시
2022년 8월 2일, 마쉬아퀴는 튀르키예의 베식타시로 2023년에 이적할 수 있는 옵션으로 한 시즌을 임대했다. 2023년 4월 17일, 마쉬아퀴는 베식타시로 영구 이적을 완료했다. 구단들은 이 이적료를 공개하지 않았지만, 일부 소식통에 따르면 2백만 파운드의 금액으로 보고되었다.
2025년 6월 30일, 베식타시는 마쉬아퀴의 클럽 탈퇴를 발표했다.

### 선덜랜드
2025년 8월 10일, 마쉬아퀴는 프리미어리그 클럽 선덜랜드와 2년 계약을 체결했다.

## 국가대표팀 경력
18세 이하와 19세 이하의 프랑스 대표 선수였던 마쉬아퀴는 2017년 6월, 콩고 민주 공화국로 이적했다. 2017년 8월, 그는 튀니지와의 2018년 FIFA 월드컵 예선 2경기를 앞두고 콩고 민주 공화국 국가대표팀에 처음으로 차출되었다. 2018년 3월, 마쉬아퀴는 탄자니아와의 친선 경기를 위해 콩고 민주 공화국 국가대표팀과 함께 떠났다. 그는 조직적인 문제와 이동 장애 때문에 경기 전에 중도 하차한 4명의 선수 중 한 명이었고, 출전하지 않았다. 그는 2018년 10월 13일, 짐바브웨와의 2019년 아프리카 네이션스컵 예선 경기에서 1-2로 패한 경기에서 시작하여 데뷔 전을 치렀다. 마쉬아퀴는 2019년 6월 15일, 케냐와의 원정 경기에서 프리킥으로 콩고 민주 공화국을 위한 첫 골을 득점했다.
2023년 12월 27일, 마쉬아퀴는 2023년 아프리카 네이션스컵 최종 24인 국가대표팀에 포함되었다. 그는 2024년 1월 17일, 잠비아와의 1-1 무승부로 대회 첫 경기에 선발 출전했다. 그는 이후 2024년 2월 2일, 기니와의 8강전에서 3-1로 승리한 경기에서 득점을 기록했다. 2015년 이후 처음으로 콩고 민주 공화국을 아프리카 네이션스컵 준결승에 진출시켰다.

## 사생활
마쉬아퀴는 수련하는 무슬림이다. 2025년 6월, 그는 메카로 움라 순례를 떠났다.

## 경력 통계
2015년 1월 29일 기준
| 클럽         | 시즌      | 리그       | 리그 | 리그 | 컵   | 컵 | 리그컵 | 리그컵 | 유럽 | 유럽 | 기타 | 기타 |
| 클럽         | 시즌      | 단계       | 출장 | 골   | 출장 | 골 | 출장   | 골     | 출장 | 골   | 출장 | 골   |
| ------------ | --------- | ---------- | ---- | ---- | ---- | -- | ------ | ------ | ---- | ---- | ---- | ---- |
| 발랑시엔     | 2012–13   | 리그 1     | 0    | 0    | 1    | 0  | 0      | 0      | —    | —    | 1    | 0    |
| 발랑시엔     | 2013–14   | 리그 1     | 27   | 1    | 0    | 0  | 1      | 0      | —    | —    | 28   | 1    |
| 발랑시엔     | 합계      | 합계       | 27   | 1    | 1    | 0  | 1      | 0      | —    | —    | 29   | 1    |
| 올림피아코스 | 2014–15   | 수페르리가 | 20   | 0    | 2    | 0  | —      | —      | 7a   | 1    | 29   | 1    |
| 경력 합계    | 경력 합계 | 경력 합계  | 47   | 1    | 3    | 0  | 1      | 0      | 7    | 1    | 58   | 2    |

a UEFA 챔피언스리그 경기 출장 횟수